# Folksonomia
La folksonomia (neologismo derivato dal termine inglese folksonomy) è l'operazione di categorizzare informazioni compiuta dagli utenti mediante l'utilizzo di parole chiave (o tag) scelte liberamente. Il termine è una parola macedonia formata dall'unione di "folk" e "tassonomia"; una folksonomia è, pertanto, una tassonomia creata da chi la usa in base a criteri individuali. Concretamente, è la metodologia utilizzata da gruppi di persone che collaborano spontaneamente per organizzare in categorie le informazioni disponibili attraverso internet (vedi web 2.0).
Questo fenomeno, in contrasto con i metodi di classificazione formale (in particolare con la tassonomia classica), cresce soprattutto in comunità non gerarchiche legate ad applicazioni web, attraverso le quali vengono diffusi contenuti testuali e/o multimediali.
Considerato che gli organizzatori dell'informazione sono di solito gli utenti finali, la folksonomia produce risultati che riflettono in maniera più definita l'informazione secondo il modello concettuale della popolazione in cui il progetto viene realizzato.
La folksonomia non è direttamente collegata al concetto di classificazione a faccette della biblioteconomia.

## Origine e storia
L'origine dell'unione delle parole folk (o folks) e sonomy (contrazione di tassonomia) è stata attribuita a Thomas Vander Wal.
Tassonomia deriva dalle parole in lingua greca taxis e nomos. Il termine "taxis" significa "ordine". "Nomos" (oppure "nomia") significa "amministrazione". L'impiego del termine folk è molto significativo, in quanto riferisce di una dimensione popolare (ossia del popolo) di questa pratica, come nel termine folklore o folk music. Scarica quindi il concetto di sfumature di significato che si legano all'impiego di termini quali social, collective o common. Il folk rende conto forse di una dimensione intuitiva e quindi anche non metodica e non necessariamente collaborativa di questa forma di etichettatura.
Tali caratteristiche - che in seguito verranno definite folksonomia - sono apparse per la prima volta verso la fine del 2003 in del.icio.us e sono state rapidamente replicate nel cosiddetto social software.

## Studi accademici
La folksonomia è comunemente intesa in senso restrittivo come l'operazione di etichettatura (tagging) di contenuti. Le scienze sociali e l'antropologia hanno a lungo studiato le "classificazioni popolari" ovvero il modo in cui la gente comune (non esperta) classifica il mondo.
Le folksonomie funzionano meglio quando un gran numero di utenti descrive la stessa di informazione. Per esempio su del.icio.us molta gente ha messo tra i preferiti Wikipedia, ciascuno con un diverso insieme di parole per descriverla. Tra i vari tag usati, del.icio.us mostra che le parole reference, wiki, e encyclopedia sono le più popolari.
"Jon Udell (2004) pensa che l'idea di abbandonare la tassonomia in favore di liste di parole chiave non è nuova, e che la differenza fondamentale in questi sistemi sia il feedback."
Un autore che in Italia ha lavorato sulla folksonomy e sui suoi aspetti sociologicamente rilevanti (dal punto di vista non solo sociale ma anche metodologico) è Vergani.
La folksonomia è stata studiata anche dal punto di vista della memoria sociale a partire dall'ipotesi che la funzione principale dei tag sia quella di moltiplicare l'accesso all'informazione discriminando quello che si ricorda e quello che si dimentica sul piano della comunicazione.